# Tiofeno

O tiofeno é um tiocomposto constituído por 4 átomos de Hidrogênio (H) e um de Enxofre (S) ligados a 4 átomos de Carbono (C), formando um pentágono regular podendo ser considerado, por isso, uma molécula cíclica. Compostos análogos ao tiofeno são o furano e o pirrol os quais têm seu heteroátomo sendo, respectivamente, o Oxigênio (O) e o Nitrogênio(Azoto) (N) no lugar do enxofre.
Devido à sua estrutura anelar e ao fato de possuir no anel um elemento diferente do carbono (sendo os mais comuns o oxigénio, enxofre ou nitrogênio), o tiofeno é um composto heterocíclico.
O tiofeno é um composto aromático, embora os cálculos teóricos sugerem que o grau de aromaticidade é menor do que a de benzeno. Os "pares de elétrons isolados" do átomo enxofre são significativamente deslocalizados no sistema de elétrons pi. Como consequência da sua aromaticidade, o tiofeno não exibe as mesmas propriedades verificadas para outros tioéteres. Tendo em conta a sua configuração eletrônica, ele faz parte dos heterocíclicos aromáticos visto que os elétrons que pertencem à segunda ligação são capazes de se mover por todo o anel. Por esta razão a fórmula estrutural do tiofeno pode, e é geralmente representada por um círculo no interior do pentágono.